# Wilson (condado de Rusk, Wisconsin)
Wilson es un pueblo ubicado en el condado de Rusk en el estado estadounidense de Wisconsin. En el Censo de 2010 tenía una población de 106 habitantes y una densidad poblacional de 1,19 personas por km².

## Geografía
Wilson se encuentra ubicado en las coordenadas 45°35′4″N 91°29′21″O / 45.58444, -91.48917. Según la Oficina del Censo de los Estados Unidos, Wilson tiene una superficie total de 89.2 km², de la cual 88.53 km² corresponden a tierra firme y (0.75%) 0.67 km² es agua.

## Demografía
Según el censo de 2010, había 106 personas residiendo en Wilson. La densidad de población era de 1,19 hab./km². De los 106 habitantes, Wilson estaba compuesto por el 98.11% blancos, el 0% eran afroamericanos, el 0.94% eran amerindios, el 0% eran asiáticos, el 0% eran isleños del Pacífico, el 0% eran de otras razas y el 0.94% pertenecían a dos o más razas. Del total de la población el 0% eran hispanos o latinos de cualquier raza.